# Desetinná svíčka
Desetinná svíčka (též decimální svíčka; značka 1 bd – z francouzského bougie décimale) je jednotka svítivosti používaná počátkem 20. století.

## Definice
Desetinná svíčka je definována dvěma způsoby:
- Jako 1/20 Violleova etalonu, to jest 1 cm² povrchu platiny, právě tuhnoucí za normálního tlaku kolmo k tomuto povrchu.

Tato definice byla schválena na Mezinárodní konferenci elektrotechniků v Paříži v roce 1884 a na sjezdu elektrotechniků v Paříži roku 1899.
- Jako stanovený podíl střední hodnoty střední svítivosti minimálně 5 etalonových žárovek, uložených v Conservatoire national des arts et métiers ve Francii. Tímto způsobem byl stanoven etalon.

## Přepočet
- 1 bd = 1,0114 cd